# Austrobaileya
Austrobaileya, monotipski biljni rod koji čini samostalnu porodicu Austrobaileyaceae, a svoje ime dao je i redu Austrobaileyales. Jedina vrsta A. scandens raste kao endem u vlažnim tropskim šumama sjeveroistočnog Queenslanda u Australiji, na visinama od 350 – 1100 m.
Austrobaileya je drvenasta lijana ili loza za koju se kaže da je najstarija biljka Australije. Cvjetovi su veliki i emitira neugodan miris koji privlači kukce. Sjemenkama se hrane domaći štakori i sisavac-tobolčar iz reda Diprotodontia, Hypsiprymnodon moschatus.
Rod je opisan u Contributions from the Arnold Arboretum of Harvard University 4: 29. 1933.; porodica u Cactus and Succulent Journal 15: 64. 1943. (May 1943).

## Sinonimi
- Austrobaileya maculata C.T.White; J. Arnold Arbor. 29: 255 (1948)

- A. scandens
- A. scandens
- A. scandens, plod